# 栗原正明
栗原 正明（くりはら まさあき、1987年7月5日 - ）
デュアスロン・トライアスロン選手
山梨県北杜市在住。東京都江東区出身。

## 来歴・人物
巣鴨中学校・高等学校　卒業
2012年国士舘大学大学院　スポーツシステム研究課　修了
2012年6月〜2015年3月　日本航空高等学校　保健体育科教諭　
2015年4月　地域密着型プロアスリートに転身
2016年「やまなし大使」に就任
2019年「北杜ふるさと親善大使」に就任
座右の銘を「明日やろうは、バカ野郎だ!」

## 主な出場大会・成績

### トライアスロン
- 2008年　日本学生選手権　第５位
- 2009年　日本学生選手権　第５位
- 2014・2015年　横浜トライアスロン　エイジの部　優勝
- 2016年　アジア年代別選手権　優勝
- 2015・2016・2017年　年代別日本ランキング王者
- 2016年　IRONMAN70.3 Taiwan 年代別(25−29歳カテゴリー)優勝
- 2016年　IRONMAN70.3 World Championship 55位
- 2016年　野尻湖トライアスロン　総合優勝
- 2016年　Miyazaki ITU Triathlon World Cup エイジの部　総合優勝
- 2017・2018年　IRONMAN World Championship  出場
- 2019年　第35回全日本トライアスロン宮古島大会　第６位
- 2019年　アジア年代別選手権　優勝

### デュアスロン
- 2007年　日本学生選手権（オープン）優勝
- 2009年　世界選手権U23 第６位
- 2010年　第10回日本デュアスロン選手権　優勝
- 2010年　日本学生選手権優勝
- 2015年　第15回日本選手権　準優勝
- 2016年　第16回日本選手権　優勝
- 2017年　世界選手権　第２５位

### ロードレース
- 2015・2016・2017年　南アルプス桃源郷マラソン　10kmの部　優勝
- 2013・2015年　八ヶ岳ロードレース　10kmの部　優勝
- 2014・2015年　村上トライアスロン　エイジの部　優勝
- 2015年　第22回釜石はまゆりトライアスロン国際大会　エイジの部　優勝
- 2015年　第30回阿武隈川トライアスロン　優勝
- 2015年　九十九里トライアスロン　優勝
- 2016・2017年　うつくしまトライアスロンin会津　優勝
- 2016年　第28回山梨県実業団10マイルロードレース　5kmの部　優勝

### トレイルランニング
- 2017・2018年　スリーピークス八ヶ岳トレイル ONE PEAKの部　優勝
- 2017年　修行走　準優勝
- 2019年　ハセツネ30K 総合１３位，年代別６位入賞

### 階段ランニング
- 2018年　ミッドランドスカイラン　準優勝
- 2019年　白龍走　エキスパートの部　準優勝
- 2019年　菩提梯クライムラン　準優勝

### 椅子–1グランプリ
- 2019年　東京品川大会　準優勝

## 出演
- YBSラジオ（2015年5月27日）[1]
- 近江八幡市広報誌「おうみはちまん」表紙（2015年7月）[1]
- テレビ山梨「山梨今人」（2016年9月7日）特集[1]
- 山梨放送「富士山世界発信!プロジェクトAce!」（2017年2月26日）[1]